# Christopher Mlalazi
Christopher Mlalazi, né en 1970 à Bulawayo dans la province de Matabeleland, est un écrivain zimbabwéen.

## Publications (sélection)

### Romans et nouvelles
- (en) : Dancing with life : tales from the township, Bulawayo, 'amaBooks, 2008, 81 p.  (ISBN 9780797435902) ; recueil de 10 nouvelles : Broken wings ; Election day ; The border jumpers ; Eeish! ; Dancing with life ; The matchstick man ; Fragments ; When the fish caught him ; The bulldozers are coming ; A heart in my hole.
- Many rivers, Coventry, Lion Press, 2009.
- (en) Running with mother, Harare, Weaver Press, 2012, 141 p.  (ISBN 9781779221872)[1].
  - traductions :
    - (de) Wegrennen mit Mutter (trad. Andreas Münzner (de)), Berlin, Horlemann, 2013.
    - (es) Huyendo con mi madre (trad. Enrique Calderón Savona), Mexico, Harper Collins, 2020, 123 p  (ISBN 9786075620602)[2].
- Giraffe gets a long neck, Fibel. Camp Hill, P. A., Plum'tree Books, 2013.
- They are coming, Avondale, Harare, Weaver Press, 2014.

### Poésie
- (en), (de) Childhood poems, Hanovre, Éd. Fähre, 2014.

### Théâtre
- avec Raisedon Baya : (en) The Crocodile on the Zambezi, 2008[3]

## Prix et récompenses
- 2008 : avec Raisedon Baya - Prix Oxfam Novib/PEN.